# Nick Jr. (Brasile)
Nick Jr. Brasile è un canale televisivo brasiliano a pagamento di 24 ore dedicato ai bambini in età prescolare che promuove lo sviluppo dei bambini utilizzando la filosofia del "gioco dell'apprendimento". La sua programmazione ha rivoluzionato la televisione per bambini negli Stati Uniti, in Asia e in Europa e poi anche nei Paesi ispano-americani. I disegni incoraggiano i bambini a pensare, risolvere problemi, sviluppare abilità cognitive e autostima. Si tratta della versione locale dell'omonimo canale statunitense.